# 小川竹二
小川 竹二（おがわ たけじ、1937年（昭和12年）6月17日 - 2014年（平成26年）2月18日）は、日本の政治家。元新潟県豊栄市（現・新潟市）長（5期）。

## 来歴
新潟県北蒲原郡葛塚町（現・新潟市北区葛塚）出身。葛塚町立葛塚中学校（現・新潟市立葛塚中学校）、新潟県立新発田高等学校を経て、1960年立命館大学経済学部卒。卒業後は帰郷し、農業に従事した。1966年の下越水害で被災。1971年、豊栄市議会議員に当選し、4期務める。1987年、豊栄市長に当選し、2005年に新潟市に合併するまで5期務めた。新潟県市長会長、北信越市長会長、全国市長会副会長を歴任した。2002年に新潟市長選挙に立候補した篠田昭を支援した。2007年、旭日中綬章受章。2014年、前立腺癌で死去。